# Augusto Turati
Augusto Turati (Parma, 25 agosto 1888 – Roma, 27 agosto 1955) è stato un politico, dirigente sportivo e giornalista italiano.

## Biografia

### L'esperienza bresciana
Nato da famiglia con forti tradizioni anticlericali e garibaldine, si trasferì giovanissimo a Brescia, intraprendendo la carriera giornalistica quale redattore a La Provincia di Brescia, giornale di ispirazione liberal-democratica. Nel contempo iniziò gli studi in legge, portati avanti in maniera discontinua. Attivo interventista, prese parte alla prima guerra mondiale con il grado di capitano e venne decorato. Congedato dall'esercito nell'estate del 1919, riprese a lavorare per "La Provincia di Brescia" in qualità di caporedattore.
Nel 1920 aderì ai Fasci di combattimento e, nel 1921, al Partito Nazionale Fascista. Nell'ambito dell'organizzazione del partito si dedicò all'attività sindacale e divenne poi segretario della federazione bresciana.
Quale segretario provinciale, Turati si dimostrò particolarmente intransigente nell'applicazione dei patti agrari fascisti, nei confronti delle organizzazioni sindacali anarco-socialiste, di quelle cattoliche e persino dei latifondisti. Dopo aver organizzato le azioni squadristiche degli anni precedenti, volte a combattere le leghe sindacali socialiste e anarchiche, nel 1923 rivolse le sue attenzioni verso le leghe cattoliche, pretendendo la rimozione dell'agronomo Antonio Bianchi - ideatore del "lodo di Soresina"- che metteva in discussione la dottrina sindacale fascista in materia di patti agrari, causando un notevole imbarazzo a Mussolini che, in quei mesi, governava con l'appoggio dei popolari. Non meno inflessibile si mostrò nei confronti dei proprietari terrieri, organizzando un severo e capillare controllo circa il rispetto nelle nuove normative. Durante una di queste ispezioni si verificarono numerosi scontri, culminati con l'uccisione di un latifondista che si rifiutava di applicare le normative. In quell'occasione Turati difese pubblicamente l'operato della squadra fascista, dichiarando che la disciplina nazionale valeva per tutti, ma in particolar modo per coloro che a suo tempo avevano ottenuto il sostegno delle squadre d'azione contro le leghe contadine.

### La segreteria del PNF

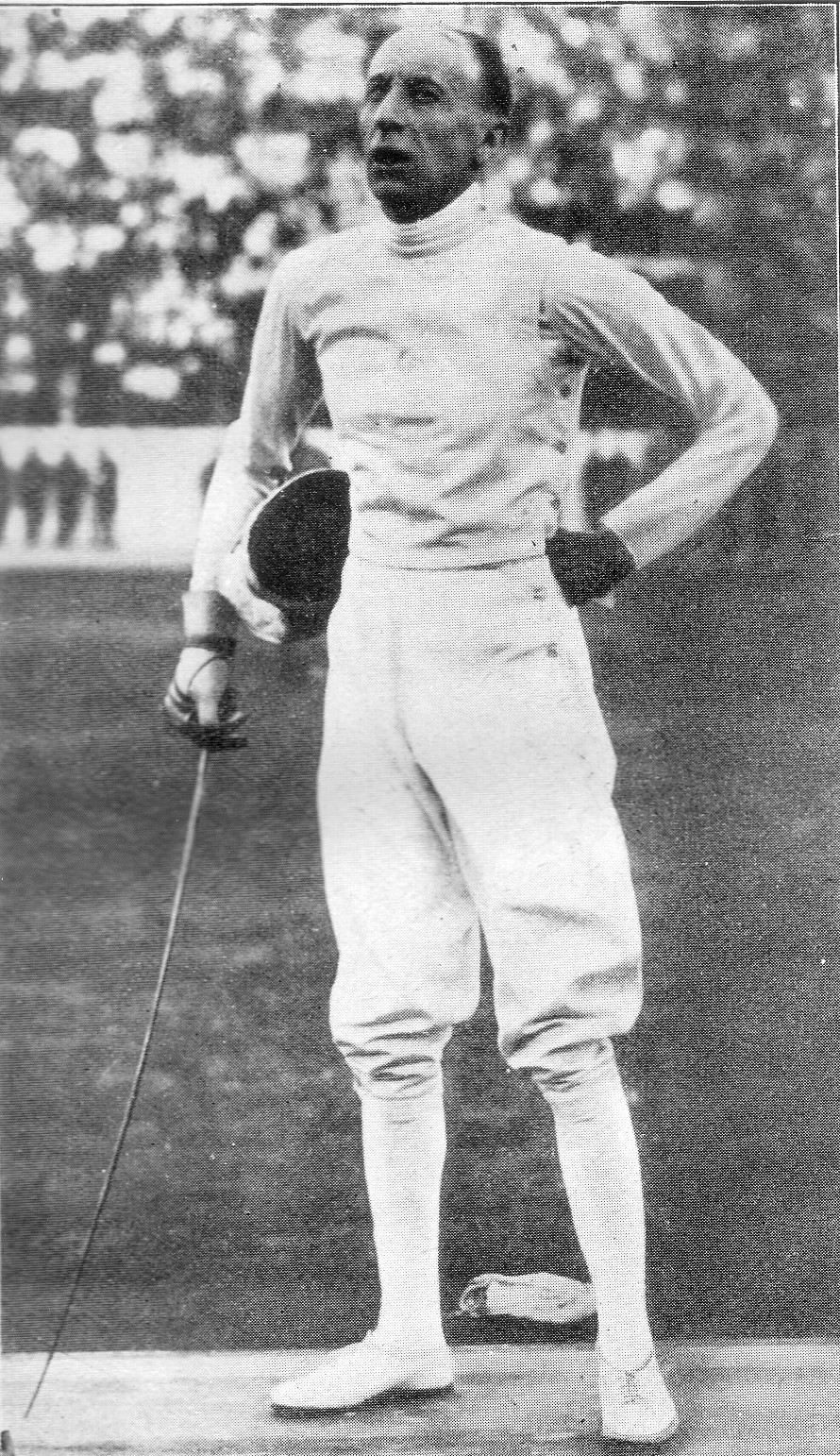
Turati in tenuta da schermidore, 1928

In seguito alla crisi politica determinata dal delitto Matteotti e allo scopo di fronteggiare il "rassismo" che ne era stato il principale responsabile, nel 1926 Mussolini incaricò Turati di sostituire Roberto Farinacci come segretario nazionale del PNF, affidandogli il difficile compito di rendere maggiormente disciplinato il partito, epurando gli elementi più estremisti.
Turati svolse la sua opera moderatrice e moralizzatrice nel partito con estremo rigore e grande determinazione, non sempre riuscendo nell'intento, ma inimicandosi una folta schiera di gerarchi nazionali e locali, primi fra tutti Farinacci, Costanzo Ciano, De Vecchi, Giunta, Balbo e Ricci, che dalle direttive di Turati erano stati fortemente colpiti negli interessi politici ed economici. Il prestigio e il potere di Turati aumentarono smisuratamente in pochi anni, anche supportati dalla creazione di un apparato di polizia a lui fedele ed esaltati dalla sua abilità oratoria. Tra Turati e Mussolini non vi erano motivi di timore reciproci, men che meno il Duce poteva averne nei confronti di un uomo politico che si manifestò sempre quale un fedele assertore del fascismo e del suo capo. Vi erano, invece, delle diversità di vedute su punti importanti: il ruolo del Partito Nazionale Fascista, il problema morale, la politica economica per combattere la "grande crisi" e la politica verso i sindacati. Chi temeva Turati erano i vari gerarchi, preoccupati che il segretario del partito potesse rafforzarsi troppo nella posizione di vice-duce, così da succedere a Mussolini in caso di una sua prematura scomparsa.
Nel contempo Turati svolse anche attività di dirigente sportivo: già campione di scherma, fu dirigente federale della Federazione Italiana Scherma, poi presidente della Federazione Italiana Tennis, successivamente della Federazione Italiana di Atletica Leggera e infine, dal 1928 al 1930, del CONI. Dal 1929 al 1930 fu presidente della Federazione Medico Sportiva Italiana e nello stesso anno fu commissario della Federazione Italiana Pallacanestro. A livello internazionale fu membro del CIO dal 1930 al 1931.
Turati fu anche sostenitore, contro l'opinione prevalente della dirigenza fascista del tempo, di un rilancio della produzione cinematografica italiana, compromessa da una crisi iniziata dopo la guerra; per questo Blasetti chiamerà "Augustus" la casa di produzione fondata per realizzare il suo film d'esordio Sole.

### La campagna scandalistica
Nell'ottobre del 1929 Farinacci diede inizio a una pesante campagna scandalistica contro Turati, basata sulle equivoche confidenze fattegli dalla maîtresse Paola Marcellino, che gestiva la lussuosa casa d'appuntamenti della quale erano entrambi clienti. Nei primi mesi del 1930 Turati inviò le proprie dimissioni a Mussolini, che le respinse. 
(Dalla prima lettera di dimissioni del 1930, Indro Montanelli, Ecco chi era veramente Augusto Turati, Corriere della Sera, 20 gennaio 2000, pag. 41)

### Il ritorno al giornalismo e il confino
Dopo un intero anno di campagna scandalistica, Turati rassegnò nuovamente le dimissioni, questa volta accettate, tornando al giornalismo, prima come inviato del Corriere della Sera e poi come direttore de La Stampa. L'abbandono del potere lo espose ancor più alle azioni degli avversari, che non si placarono e, anzi, vennero rafforzate dagli ex collaboratori come Achille Starace, uno dei quattro vicesegretari del PNF, cui Turati non aveva mai risparmiato critiche per la sua pochezza, che divenne il suo implacabile persecutore.
(Dichiarazione di Benito Mussolini riportata da Yvon De Begnac in Taccuini mussoliniani, Il Mulino, Bologna, 1990, pag. 472)
Nonostante la strenua difesa in suo favore esercitata da Giovanni Agnelli e Aldo Borelli direttamente su Mussolini, Turati fu destituito dalla direzione de La Stampa, arrestato e rinchiuso nel manicomio di sant'Agnese a Roma, per poi essere trasferito in una casa di cura a Ramiola, in provincia di Parma.
Radiato dal partito, nel 1933 venne confinato a Rodi e, dopo un breve soggiorno in Etiopia, rientrò in patria nel 1938.
Abbandonata l'attività politica, si dedicò alla professione di consulente legale. Nonostante si fosse manifestato contrario all'ingresso dell'Italia nella seconda guerra mondiale e al costituirsi della Repubblica Sociale Italiana, nel dopoguerra venne processato e condannato.
Amnistiato nel 1946, morì a Roma nel 1955.

## Opere
- Ragioni ideali di vita fascista, prefazione di Benito Mussolini, Berlutti, Roma, 1926
- Una rivoluzione e un capo, prefazione di Benito Mussolini, Libreria del Littorio, Roma, 1927
- Il partito e i suoi compiti, Libreria del Littorio, Roma, 1928
- Intransigenza fascista: discorso pronunciato il 3 marzo VII alle camicie nere di Milano, Libreria del Littorio, Roma, 1929
- Un anno di vita del partito, Libreria d'Italia, Milano, 1929
- La carta del lavoro illustrata e commentata, Edizioni del diritto del lavoro, Roma, 1929